# Wiewiórka pospolita
Wiewiórka pospolita (Sciurus vulgaris) – gatunek gryzonia z rodziny wiewiórkowatych (Sciuridae).

## Systematyka
Różnice w barwie futra i morfologii doprowadziły do wyodrębnienia 23 podgatunków:
- S. v. alpinus. Desmarest, 1822; Europa Południowa. (Synonimy: S. v. baeticus, hoffmanni, infuscatus, italicus, meridionalis, numantius, segurae lub silanus.)
- S. v. altaicus. Serebrennikow, 1928; góry południowej Syberii.
- S. v. anadyrensis. Ogniew, 1929; Półwysep Czukocki
- S. v. arcticus. Trouessart, 1906; południowo-wschodnia Jakucja, Obwód magadański i Kamczatka (Synonimy: S. v. jacutensis.)
- S. v. balcanicus. Heinrich, 1936; wschód Półwyspu Bałkańskiego (Synonimy: S. v. istrandjae lub rhodopensis.)
- S. v. chiliensis. Sowerby, 1921; wschodnie Chiny.
- S. v. cinerea. Hermann, 1804.
- S. v. dulkeiti. Ogniew, 1929; Kraj Chabarowski i Wyspy Szantarskie.
- S. v. exalbidus. Pallas, 1778; Nizina Zachodniosyberyjska, Ałtaj i Sinciang (Synonimy: S. v. argenteus lub kalbinensis.)
- S. v. fedjushini. Ogniew, 1935; północna Białoruś i przygraniczny obszar Rosji
- S. v. formosovi. Ogniew, 1935; północna Nizina Wschodnioeuropejska
- S. v. fuscoater. Altum, 1876. Europa Środkowa i Francja (Synonimy: S. v. brunnea, gotthardi, graeca, nigrescens, russus lub rutilans.)
- S. v. fusconigricans. Dwigubski, 1804; Zabajkale i północna Mongolia
- S. v. leucourus. Kerr, 1792; Wyspy Brytyjskie
- S. v. lilaeus. Miller, 1907; zachód Półwyspu Bałkańskiego (Synonimy: S. v. ameliae lub croaticus.)
- S. v. mantchuricus. Thomas, 1909. (Synonimy: S. v. coreae lub coreanus.)
- S. v. martensi. Matschie, 1901; Wyżyna Środkowosyberyjska (Synonimy: S. v. jenissejensis.)
- S. v. ognevi. Migulin, 1928; Centralny Okręg Federalny po Ural (Synonimy: S. v. bashkiricus, golzmajeri lub uralensis.)
- S. v. orientis. Thomas, 1906; Hokkaido
- S. v. rupestris. Thomas, 1907; Sachalin
- S. v. ukrainicus. Migulin, 1928; wschodnia Ukraina i przygraniczne obszary Rosji i Białorusi (Synonim: S. v. kessleri.)
- S. v. varius. Gmelin, 1789; północny Półwysep Skandynawski, Półwysep Kolski, Finlandia i Karelia
- S. v. vulgaris. Linnaeus, 1758[6] ; południowy Półwysep Skandynawski i Karpaty powyżej 600 m n.p.m. (Synonimy: S. v. albonotatus, albus, carpathicus, europaeus, niger, rufus lub typicus.)

## Budowa ciała

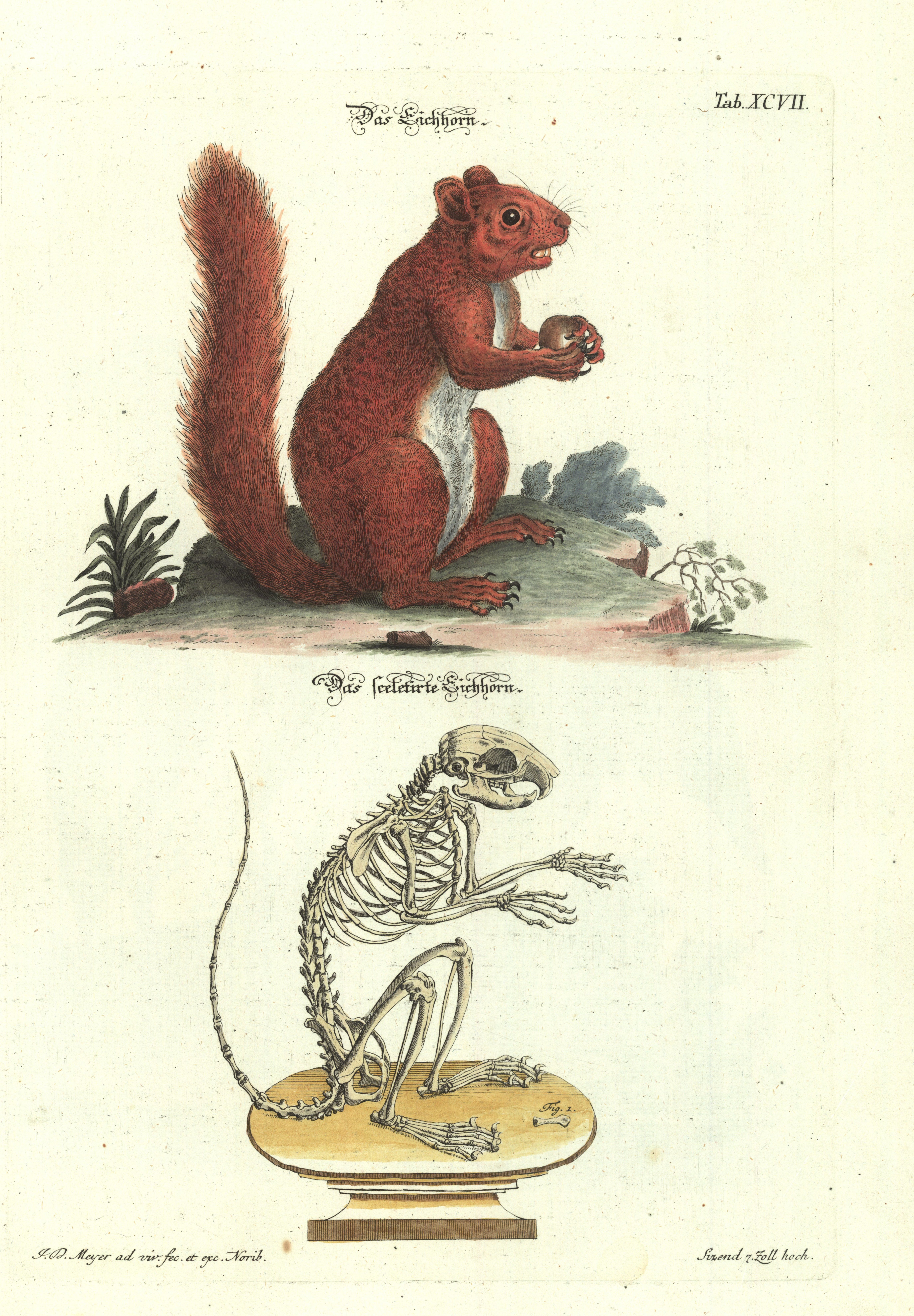
Wiewiorka pospolita, miedzioryt kolorowany (Johann Daniel Meyer, 1748)

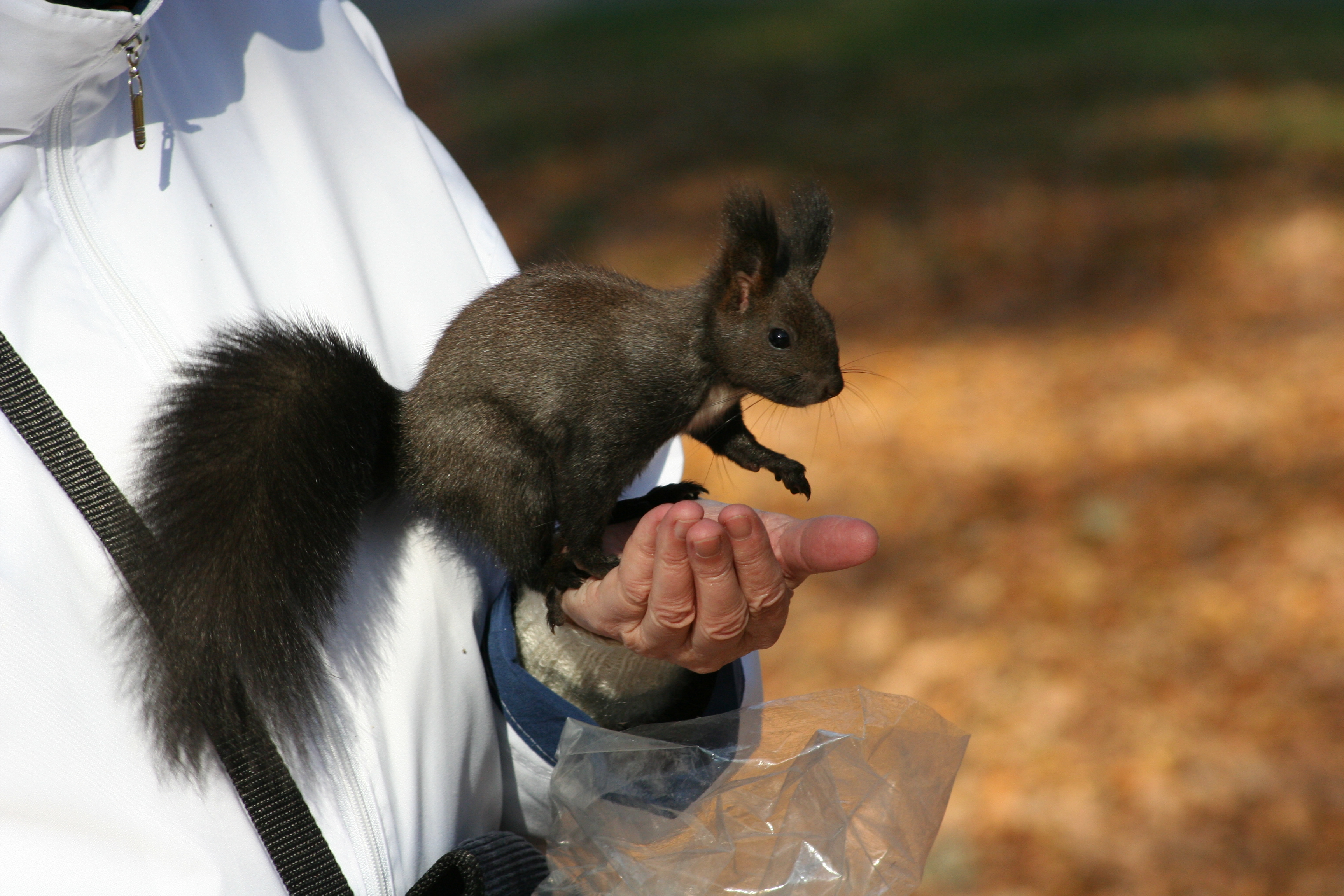
Melanistyczna wiewiórka pospolita w Parku Zdrojowym w Cieplicach Śląskich-Zdroju

Tułów wraz z głową wiewiórki pospolitej osiągają łącznie długość 20–24 cm, ogona 17–20 cm, przy masie ciała 200–300 gramów. Zwierzę charakteryzuje się ubarwieniem zmiennym. Spotykane są dwie odmiany: jedna z częścią grzbietową wybarwioną na rudo, szarymi bokami i białą częścią brzuszną, a druga o grzbiecie czarnobrunatnym i białej części brzusznej, a bokach cieniowanych. Możliwe są także wybarwienia pośrednie. Wspomniane wersje kolorystyczne mogą występować równolegle u rodzeństwa z jednego miotu. Jesienią wiewiórki zmieniają futro na bardziej gęste i wybarwione w szarym odcieniu. Kolejna zmiana futra następuje wiosną. Ogon pokryty jest włosem rozmieszczonym w dwóch pasmach. Wiewiórka ma długie uszy zakończone kitkami. Zęby mają niskie korony.
Średnia długość czaszki u osobników z Irlandii (n=5; S. v. leucourus) – 49,2 ± 1,9 mm, dla osobników z Wielkiej Brytanii (n=28, ten sam podgatunek) 47,4 mm, dla osobników ze Skandynawii (n=158, podg. nominatywny) 46,5 mm, dla osobników z Hiszpanii (n=30, S. v. infuscatus) 50,4 mm, dla osobników z Francji (n=65, S. v. fuscoater) 47,9 mm, zaś dla osobników z Japonii (n=5, S. v. lis) 45,1 mm.
Tak jak wszystkie wiewiórkowate w przednich łapach ma tylko cztery palce.

## Ekologia
Pożywienie wiewiórki pospolitej stanowią nasiona (w tym z szyszek, bukwi, żołędzie i orzechy) i pączki drzew, grzyby, owoce, ale także owady, jaja i pisklęta. Obserwowano je również przy zdrapywaniu kory drzew iglastych i spijaniu żywicy. Przeciętnie zimą spożywają około 35 g pokarmu/dzień, wiosną około 80  g/dzień. Jesienią gromadzą zapasy żywności. Na wiewiórki polują kuny i ptaki drapieżne.
W mieszkach włosowych wiewiórki pospolitej żyje nużeniec Demodex sciurinus.

## Tryb życia
Wiewiórka pospolita zamieszkuje dziuple, które utyka porostami i mchami, lub gniazda ptaków, dobudowując zadaszenie lub sama buduje gniazda z gałęzi. Gniazda te buduje w koronach drzew, zwykle w rozwidleniu gałęzi. Buduje je z trawy i drobnych gałązek i wyściela mchami. Jest aktywna w dzień, najbardziej rano i po południu. Wiedzie samotne życie, rzadko łączy się w pary. Nie zapada w sen zimowy, ale może ograniczać opuszczanie gniazda. Nie jest to gatunek terytorialny.

### Rozród
Ciąża trwa 38–39 dni. Samica rodzi w jednym miocie od 3 do 7 młodych. W ciągu roku wydaje zwykle od 1 do 3 miotów – przeważnie w okresie między wczesną wiosną a latem. Młode rodzą się ślepe i nagie. Po narodzinach ważą 8–12 g, otwierają oczy po blisko 30 dniach życia. Usamodzielniają się w wieku 10 tygodni. Wiewiórki osiągają dojrzałość płciową w wieku jednego roku. Są częstymi ofiarami drapieżników. Na wolności żyją zwykle 2–4 lata, choć mogą dożywać 6–7 lat, a w niewoli jeszcze dłużej.

## Występowanie
Występuje w Europie i Azji na terenach leśnych. Jest pospolita na terenie całej Polski, głównie w parkach oraz lasach liściastych. Zamieszkuje również lasy iglaste.

## Ochrona
W Polsce od 2011 r. podlegała ochronie ścisłej, a od 2014 r. podlega ochronie częściowej. Na Wyspach Brytyjskich oraz w północnych Włoszech wiewiórka pospolita zagrożona jest z powodu ekspansji wiewiórki szarej, inwazyjnego gatunku sprowadzonego z Ameryki Północnej. Wypiera on rodzimy takson konkurując o zasoby środowiska oraz roznosi  śmiertelny dla wiewiórki pospolitej wirus Squirrel poxvirus.

## Galeria

Wiewiórka pospolita
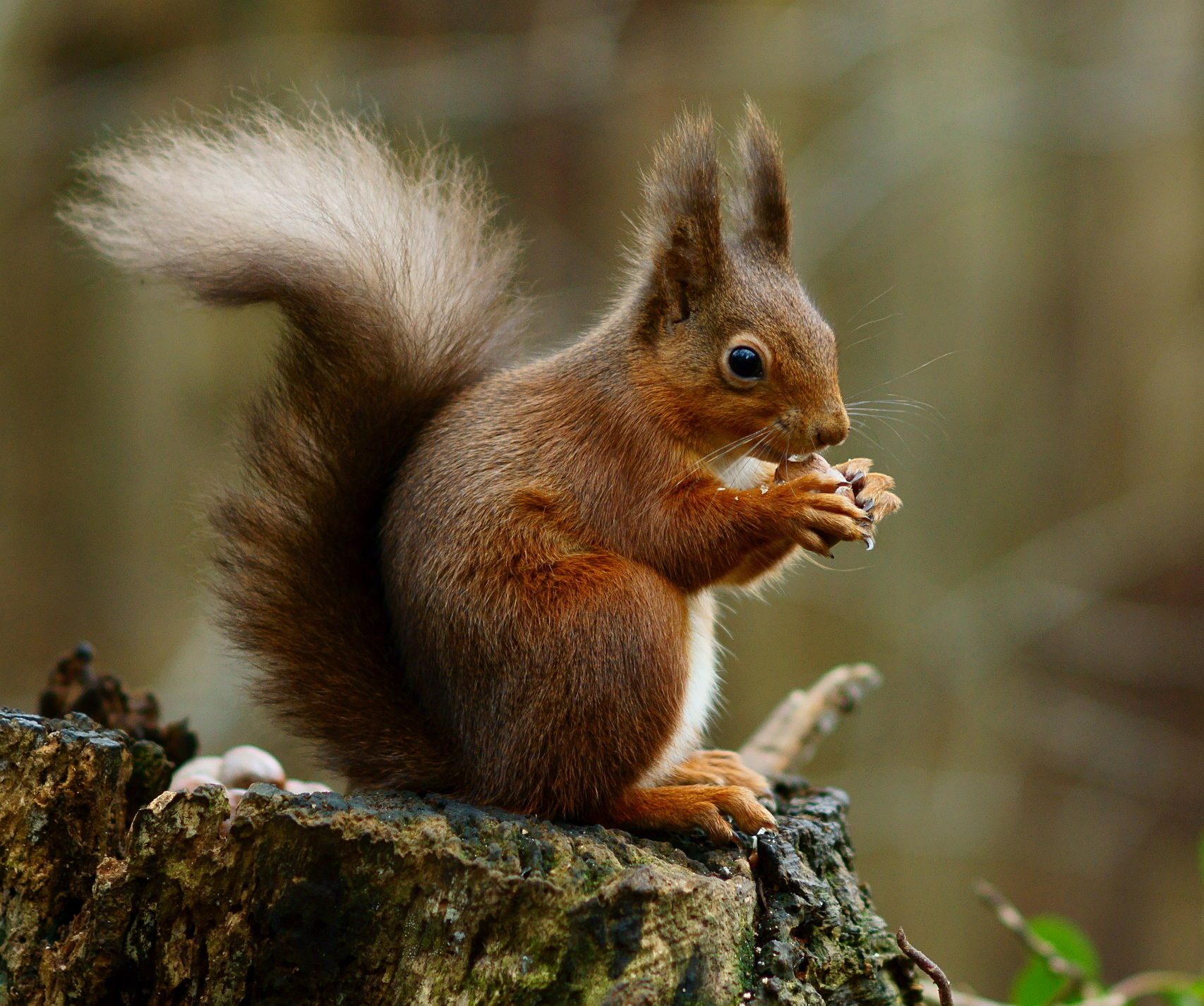
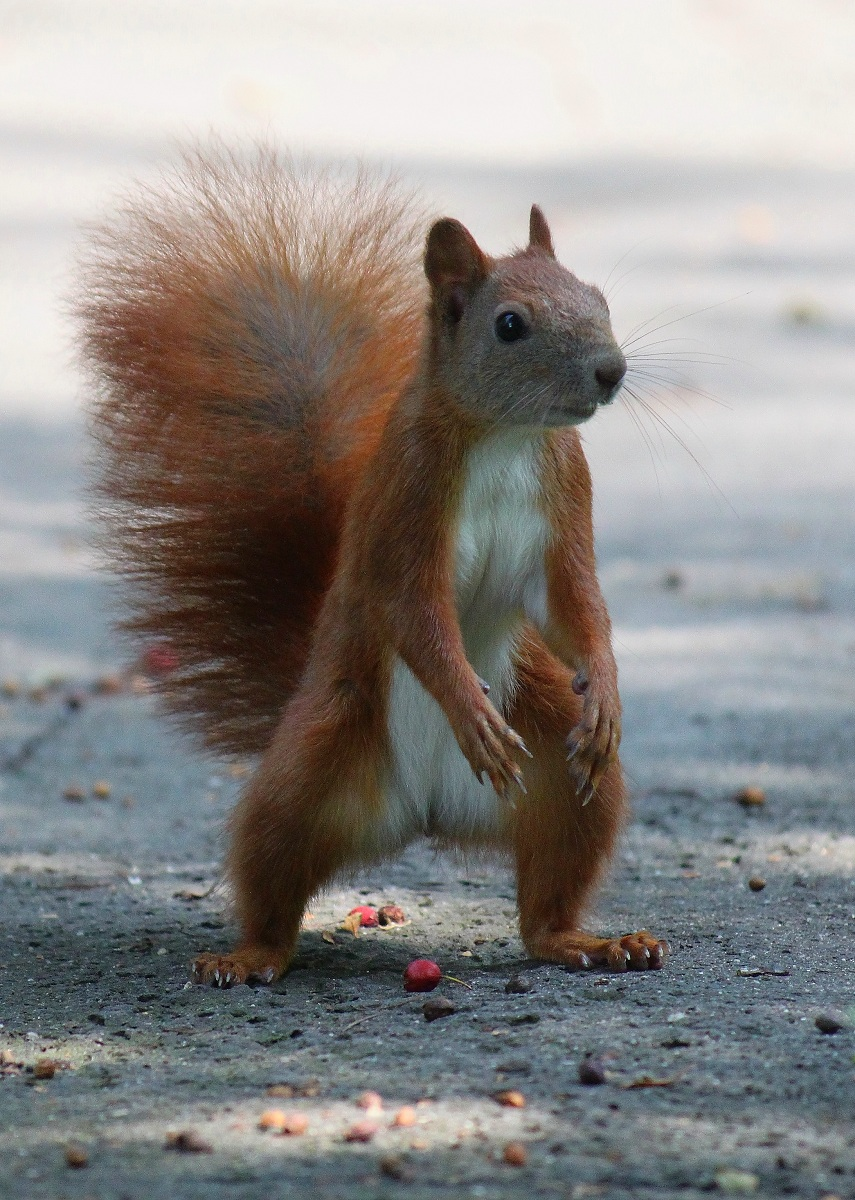
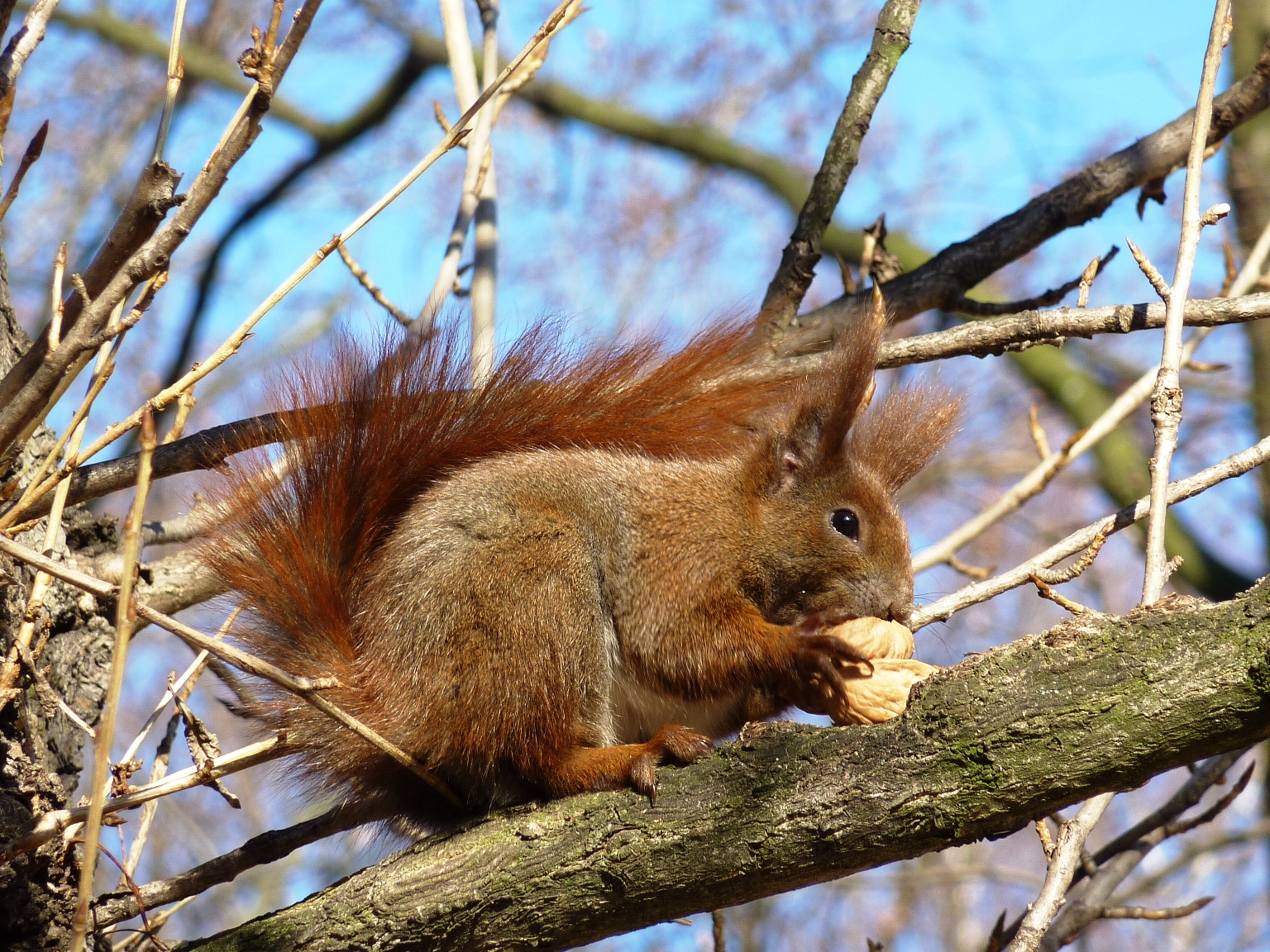
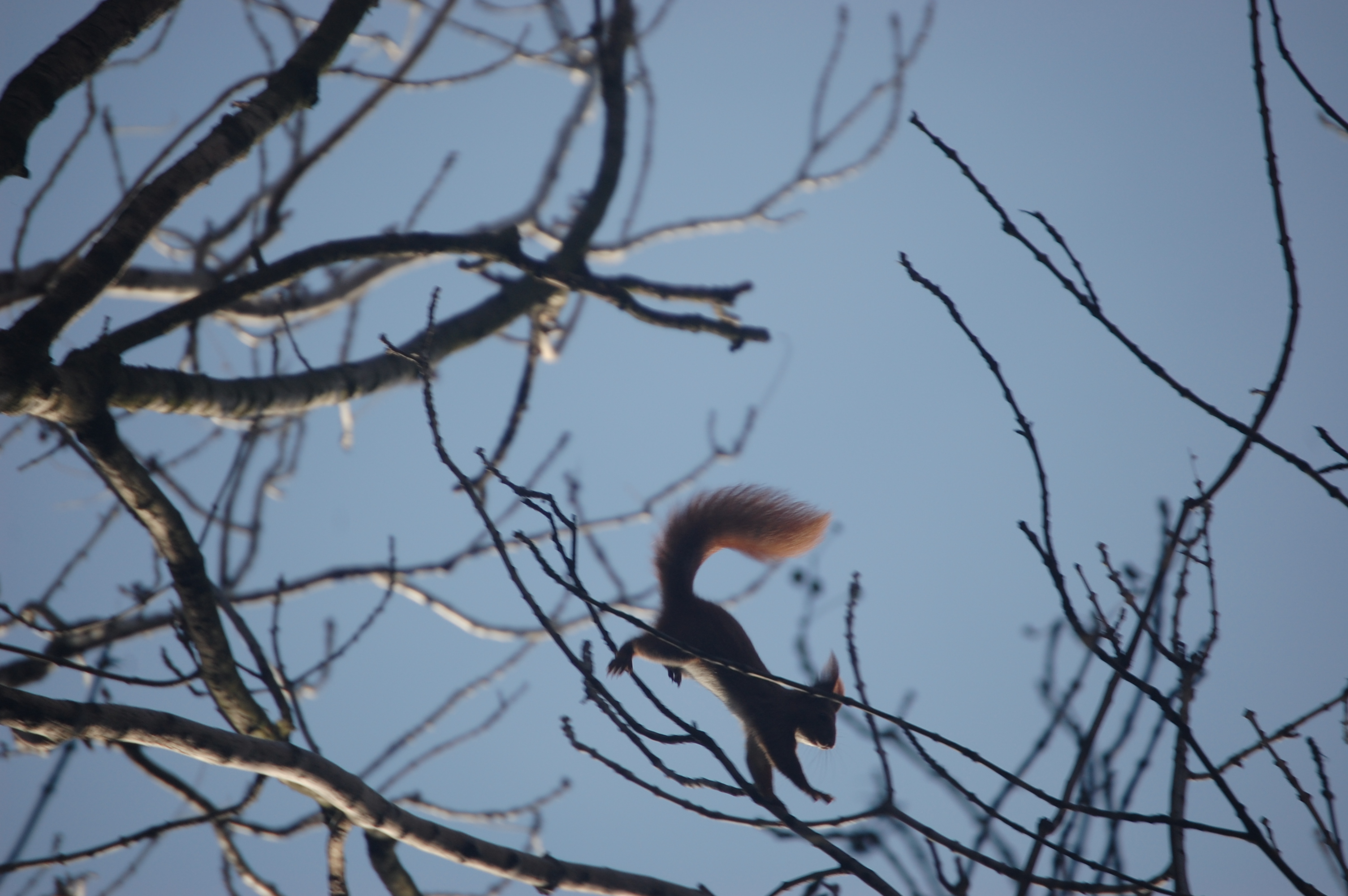
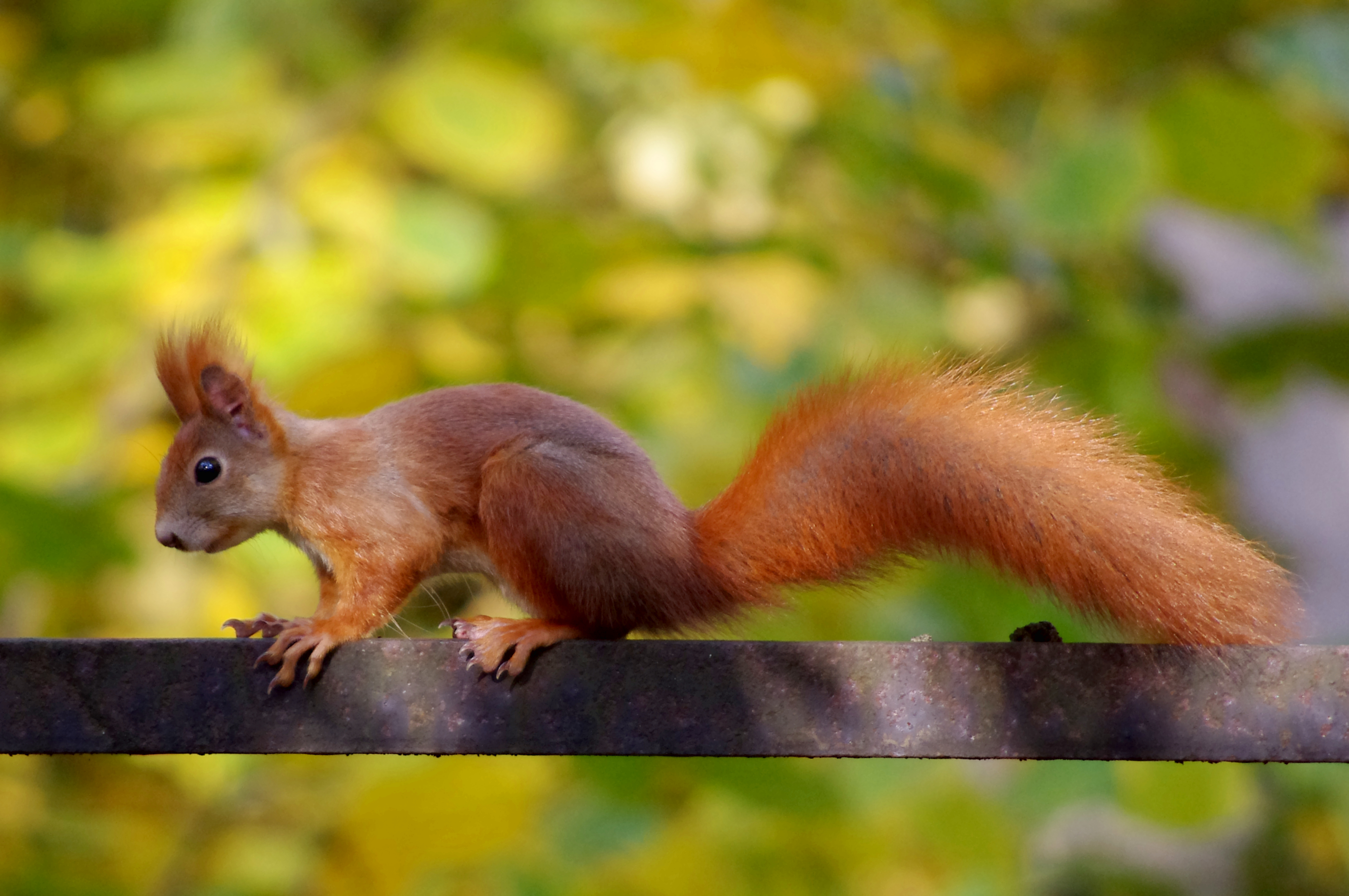
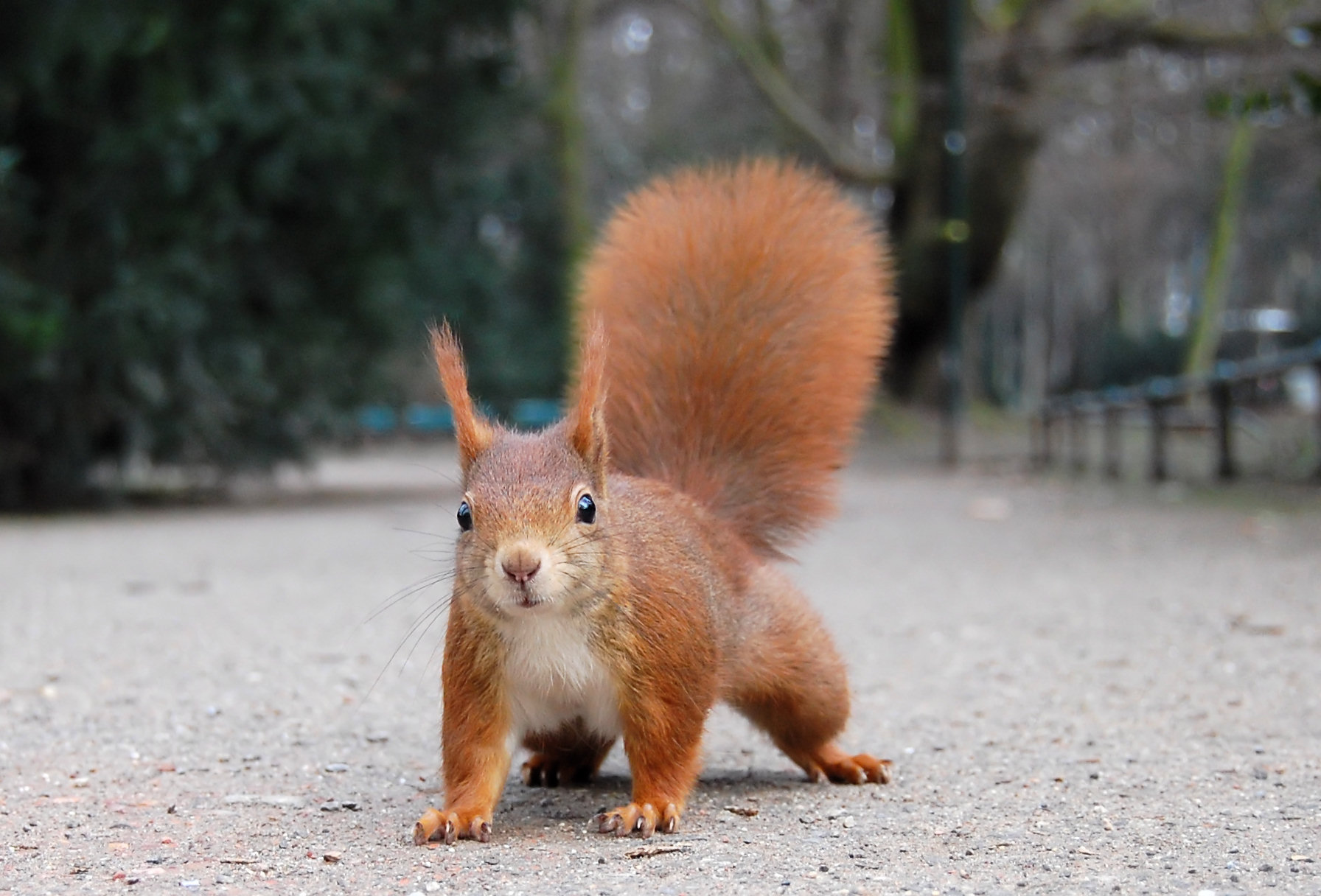
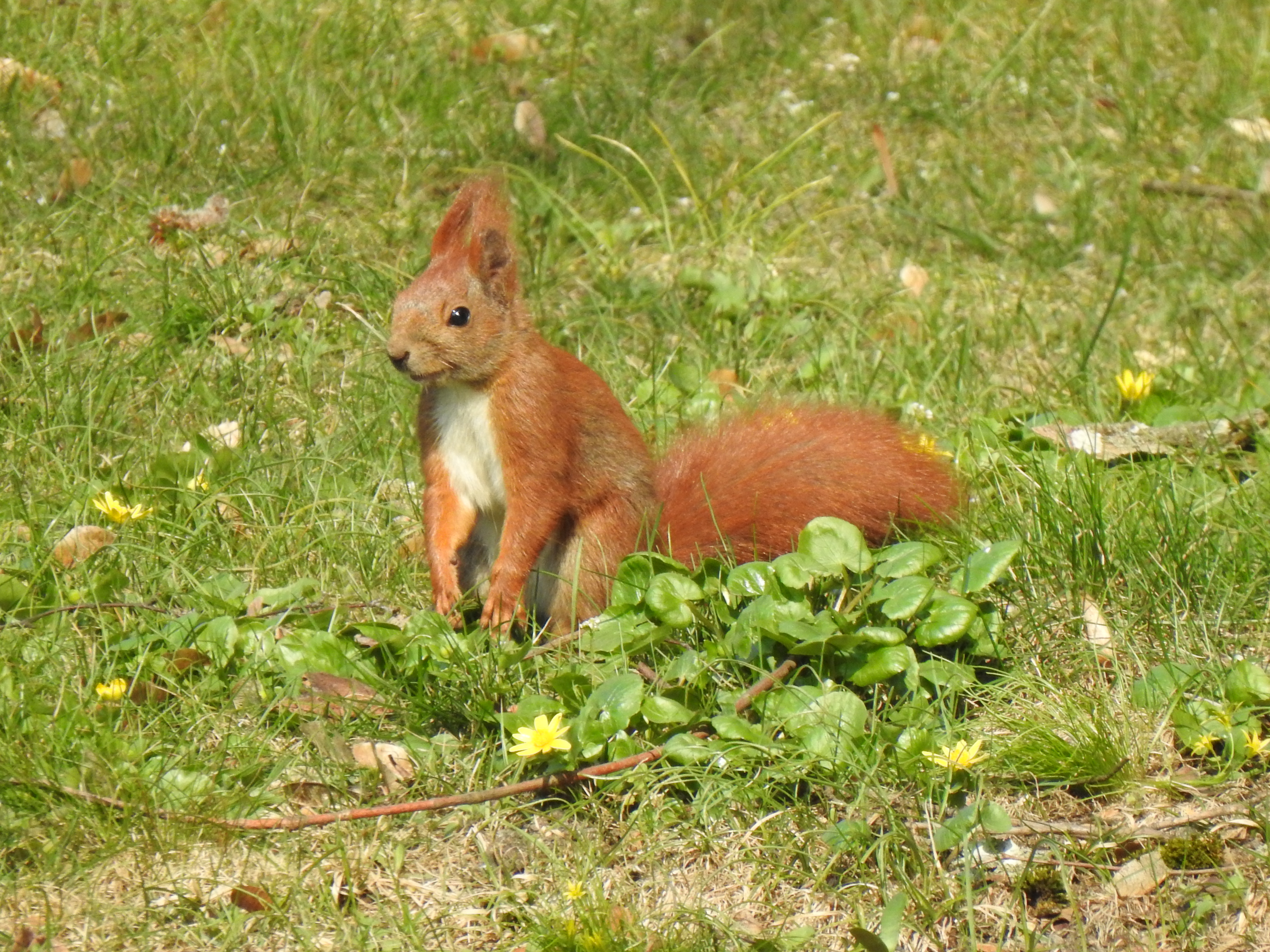